# Мария Желева
Мария Иванова Маринова-Желева е съпруга на първия президент на България Желю Желев. Първа дама на България от 1990 до 1997 г.
Мария Желева е родена на 3 април 1942 г. в село Грозден, област Бургас. Има висше образование, по професия е историк.
Работи в Студията за научнопопулярни и документални филми „Време“ като асистент-режисьор и сценарист.
Участва в създаването на Комитета за екологична защита на Русе на 9 март 1988 г. в Дома на киното.

## Семейство
Мария и Желю Желеви имат 3 деца:
- Митко Желев – починал на 80-ия ден от рождението си
- Йорданка Желева (1963 – 1993)
- Станка Желева – художничка, от 1993 г. живееща в Париж. През 2006 г. се жени за колумбиеца Адриан Вела.

Мария Желева умира на 8 декември 2013 г. Погребана е в родното си село Грозден в гроба на баща си Иван Маринов.